# Produit net bancaire
Pour les articles homonymes, voir PNB.
Le produit net bancaire (ou PNB) est la somme de la marge d'intermédiation et des commissions nettes.
Il est une mesure de la contribution spécifique des banques à l'augmentation du produit national et peut en ce sens être rapproché de la valeur ajoutée dégagée par les entreprises non financières. Selon François Morin, cependant, cette dernière affirmation est à réfuter, puisque le PNB a pour effet implicite de cacher le profit effectif d'une institution bancaire, tel qu'il serait calculé pour toute autre type de firme.).

## Ratios
Le PNB est, notamment, utilisé pour calculer le coefficient d'exploitation d'un établissement bancaire. C'est le rapport des frais généraux (ou charges d'exploitation, soit les salaires, DPAM, loyers, autres services) au PNB. Il permet de mesurer le poids de ces charges dans la richesse créée par une banque. Plus ce ratio est élevé, plus la richesse est perdue dans des dépenses de fonctionnement.
En France, ce ratio est suivi par l'Autorité de contrôle prudentiel et de résolution, qui a pour mission de veiller à la solidité des banques. Et ce ratio est l'un des indicateurs retenus (cf. ses rapports annuels).